# ميثيلين ثنائي اليوريا
الميثيلين ثنائي اليوريا (MDU) وقد يردُ في بعض المصادر باسمِ الميثيلين ديوريا هو مركب عضوي له الصيغة CH 2 (NHC (O) NH 2 ) 2، وهي مادة صلبة قابلة للذوبان في الماء الأبيض. يتكون المركب عن طريق تكثيف الفورمالديهايد مع اليوريا. الميثيلين ديوريا هو الركيزة لإنزيم ميثيلين ديوريا ديميناز.

## التطبيقات
الميثيلين ثنائي اليوريا هو وسيط في إنتاج راتنجات اليوريا فورمالدهايد. جنبا إلى جنب مع ثنائي ميثيلين تريوريا، فالميثيلين ثنائي اليوريا هو أحد مكونات بعض الأسمدة الخاضعة للرقابة.